# Tour della nazionale maschile di rugby a 15 della Scozia 1999
Tra le due edizioni del 1995 e del 1999 della coppa del mondo di rugby, la nazionale di rugby XV della Scozia si è recata più volte in tour oltremare.
Come tradizione, la Scozia non invia una prima squadra in tour l'anno del mondiale, ma una selezione sperimentale in Sudafrica.
| East London 21 giugno 1999 | Border | 28 – 31 | Scozia XV |  |

| Welkom 25 giugno 1999 | N.O. Free State | 24 – 38 | Scozia XV |  |

| Witbank 29 giugno 1999 | Mpumalanga | 28 – 15 | Scozia XV |  |

| Johannesburg 3 luglio 1999 | Golden Lions | 33 – 31 | Scozia XV | Ellis Park |